# Personen mit Migrationshintergrund in der Bundeswehr
Personen mit Migrationshintergrund bilden einen Teil des militärischen Personals der Bundeswehr.

## Zahlen
Die Definitionen, die der Bezeichnung „mit Migrationshintergrund“ zugrunde liegen, haben sich in Deutschland in 2005, 2011 und 2016 jeweils geändert. Insoweit nicht anders angegeben, beziehen sich die Angaben in diesem Artikel auf die Definition von 2016, laut der eine Person einen Migrationshintergrund hat, wenn mindestens ein Elternteil nicht mit deutscher Staatsangehörigkeit geboren wurde.
Über die genaue Anzahl der Soldaten mit migrantischer Familiengeschichte gibt es unterschiedliche Angaben. Diese liegen zwischen 13 % und 26 %. Bei höheren Dienstgraden ist der Anteil niedriger. Der Großteil der Soldaten mit Migrationshintergrund stammt aus russlanddeutschen Familien. Zum Vergleich: In der Wohnbevölkerung Deutschlands haben 23 % einen Migrationshintergrund (Stand: 2018).
Es wird davon ausgegangen, dass ein großer Anteil der Personen mit Migrationshintergrund, die seit der Reform des Staatsangehörigkeitsrechts in die Bundeswehr eingetreten sind, muslimischen Glaubens sind. Allerdings ist die Angabe nicht-christlicher Religionsangehörigkeit bei Eintritt in der Bundeswehr freiwillig, sodass hierzu keine genauen Zahlen bekannt sind. Unter den insgesamt 180.000 Soldaten des Jahres 2019 wird die Anzahl der Muslime seitens des Verteidigungsministeriums auf circa 3000 geschätzt. Die Deutsche Islamkonferenz (DIK) schätzt ihre Zahl auf circa 1500.

## Entwicklung
Seit den 1990er Jahren stieg aufgrund der Zuwanderung aus den GUS-Staaten der Anteil der Soldaten mit Migrationshintergrund (nach damaliger Definition) an. Seit dieser Zeit stieg auch die Anzahl von Eingebürgerten, die sich als Zeitsoldaten verpflichteten und den Status von Ausbildern und Vorgesetzten erhielten.
Nach der Reform des Einbürgerungsrechts erhielten in Deutschland geborene oder dort aufgewachsene Menschen die Möglichkeit, die deutsche Staatsbürgerschaft anzunehmen. Diese Deutschen mit Migrationshintergrund waren zu dieser Zeit, wie jeder männliche Deutsche, im Rahmen der Wehrpflicht zum „Dienst an der Waffe“ verpflichtet. Ausschlaggebend war die deutsche Staatsangehörigkeit, unabhängig davon, ob eine weitere Staatsangehörigkeit vorlag.
Im Jahr 2011 wurde die Wehrpflicht ausgesetzt.
Mitte der 2000er Jahre hatten die Bundesrepublik und die Türkei vereinbart, dass ein junger Mann, der als Wehrpflichtiger in Deutschland diente, nicht mehr in die türkischen Armee eingezogen wurde. Diese Regelung wurde mit der Abschaffung der Wehrpflicht wirkungslos. Um mehr Deutsch-Türken für die Bundeswehr zu gewinnen, wollte Verteidigungsminister Thomas de Maizière die türkische Regierung in Ankara dazu bewegen, auch freiwillig dienenden Bundeswehrsoldaten mit doppelter Staatsbürgerschaft den Wehrdienst in der Türkei zu erlassen.
Bundesverteidigungsministerin Ursula von der Leyen erklärte 2019 die Beteiligung von Soldaten mit muslimischem Hintergrund bei Auslandseinsätzen der Bundeswehr unverzichtbar: „Mit ihren Sprach- und Kulturkenntnissen erleichtern sie uns den Zugang zur jeweiligen Bevölkerung.“ Laut von der Leyen hatten 15 % aller Beschäftigten bei der Bundeswehr einen Migrationshintergrund, darunter mit türkischer, afrikanischer, arabischer und insbesondere russisch-deutscher Abstammung.

## Verein Deutscher Soldat
Der 2010 gegründete Verein Deutscher Soldat e.V. (Eigenschreibweise Deutscher.Soldat) will sich für ein positives Selbstverständnis von Migration und Integration einsetzen. Hintergrund der Vereinsgründung waren kontroverse Äußerungen Thilo Sarazins über eine „Integrationsunwilligkeit oder -fähigkeit“ von Zuwanderern. Man wolle zeigen, dass dieses Bild "nicht der Wirklichkeit entspricht". Der Verein sieht die Bundeswehr als Ort, an dem aktiv Integration gelebt wird und fordert eine muslimische Militärseelsorge.
Der Verein hat 130 Mitglieder deutschlandweit und ist Mitglied des Netzwerks "Neue Deutsche Organisationen". Der Verein gewann 2015 den ersten Preis beim Hauptstadtpreis für Integration und Toleranz. Die Vorstandsvorsitzende Nariman Hammouti-Reinke nahm am 10. Nationalen Integrationsgipfel am 13. Juni 2018 im Bundeskanzleramt teil.

## Pläne für eine Rekrutierung von Bundeswehrsoldaten ohne deutsche Staatsangehörigkeit
Nach § 37 Abs. 1 Nr. 1 SG darf „in das Dienstverhältnis eines Berufssoldaten oder eines Soldaten auf Zeit […] nur berufen werden, wer Deutscher im Sinne des Artikels 116 des Grundgesetzes (GG) ist.“ Zwar kann nach § 37 Abs. 2 SG das Bundesministerium der Verteidigung in Einzelfällen Ausnahmen von dieser Regel zulassen, wenn dafür ein dienstliches Bedürfnis besteht, doch wurde fast nie eine solche Ausnahme gemacht. Im Jahr 2014 wurde erstmals ein Nichtdeutscher rekrutiert: ein Rumäne und promovierter Mediziner wurde Soldat auf Zeit im Sanitätsdienst der Bundeswehr. Faktisch dienen in der Bundeswehr somit fast nur Deutsche. Im Gegensatz zu Deutschland ist es in manchen anderen Ländern gängige Praxis, Ausländer in die Streitkräfte zu rekrutieren.
2018 wurden Pläne des Verteidigungsministeriums bekannt, EU-Ausländer für den Dienst in der Truppe zuzulassen, um den Mangel an qualifizierten Bewerbern auszugleichen. Erste Ideen dazu wurden schon im Weißbuch zur Sicherheitspolitik von 2016 niedergelegt. Für eine politische Diskussion sorgte hierbei die Idee, ausländischen Rekruten im Gegenzug zum Eintritt in die Bundeswehr den deutschen Pass anzubieten. Begründet wird dies dadurch, dass aus dem deutschen Soldatengesetz ein besonderes Treueverhältnis zwischen Staat und Soldat vorausgesetzt wird. Kritisch wird angemerkt, dass Bewerber nicht wie in Söldnerarmeen (Fremdenlegion) den Dienst antreten sollten, um die Staatsbürgerschaft zu erlangen.